# Westerrönfeld

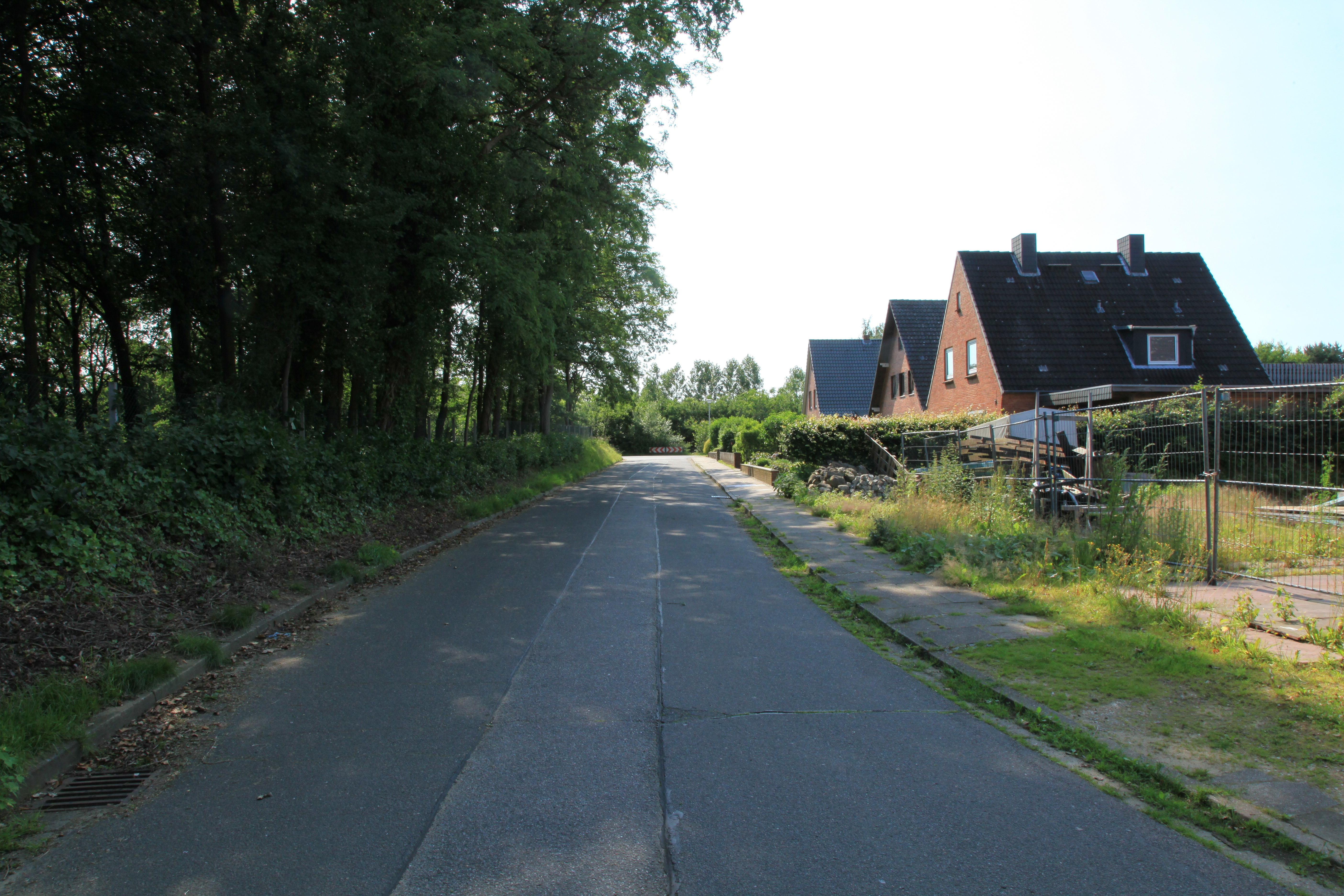
Imagem de uma das ruas do município Westerrönfeld.

Westerrönfeld é um município da Alemanha, localizado no distrito de Rendsburg-Eckernförde, estado de Schleswig-Holstein.